# St-Antoine (Pondaurat)

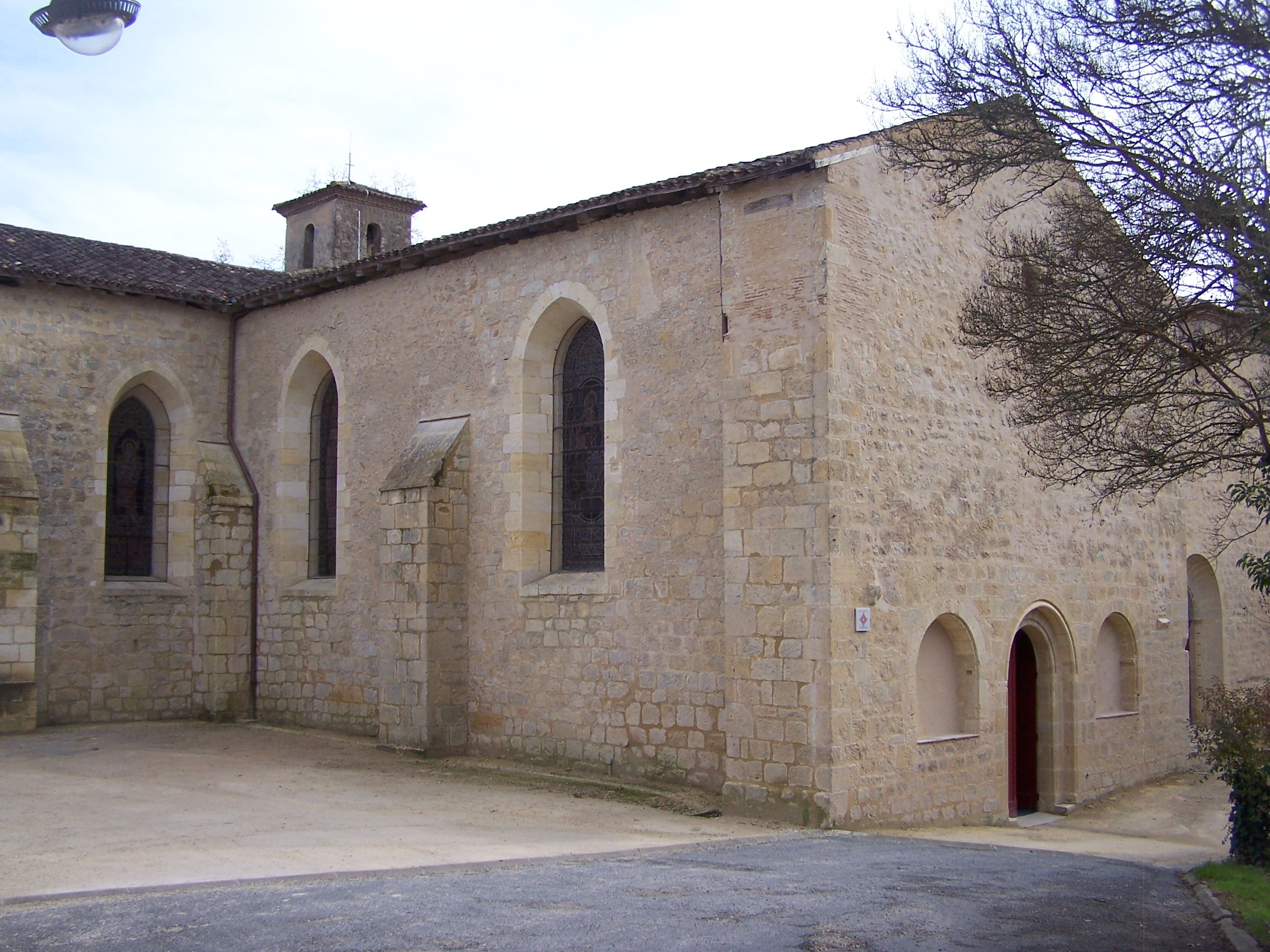
Kirche St-Antoine

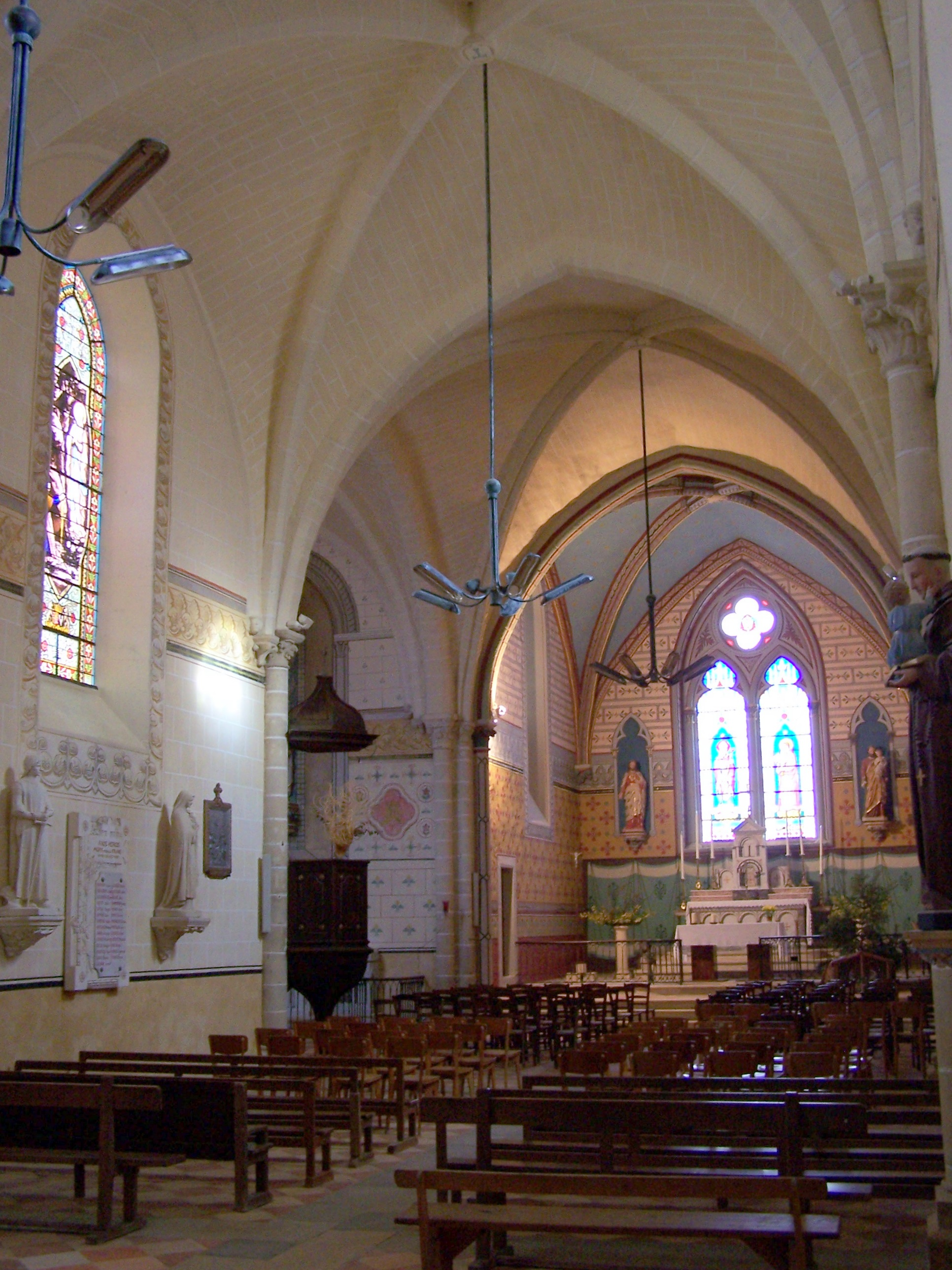
Blick durch das Langhaus

Die römisch-katholische Kirche St-Antoine befindet sich in Pondaurat, einer französischen Stadt im Département Gironde in der Region Nouvelle-Aquitaine. Die Kirche war ursprünglich Klosterkirche des Antoniter-Ordens und wurde 1925 als Monument historique eingestuft.

## Geschichte
Die im Stil der Gotik errichtete Kirche steht unter dem Patrozinium des heiligen Antonius des Großen, der Schutzpatron der Antoniter war. Der Antoniterkonvent in Pondaurat wurde zum ersten Mal im Jahr 1284 ohne Hinweis auf eine Kirche erwähnt. Durch den Baubefund wird die Entstehung des Gotteshauses jedoch durch die französische Denkmälerverwaltung in das frühe 13. Jahrhundert datiert. Die nach Süden durch die Konventsgebäude und nach Norden durch Anbauten umbaute Kirche hat nur wenige freistehende Außenmauern und wurde mehrfach umgebaut. 1650 wurde im Zuge einer Renovierung das Bodenniveau angehoben sowie mehrere Fenster vergrößert. Im 19. Jahrhundert wurde das Langhaus um ein Joch durch das Entfernen einer Trennmauer erweitert. Zuvor besaß die Kirche einen Grundriss in Form eines griechischen Kreuzes.
Unmittelbar westlich der Kirche hat sich aus dem Baubestand des Konvents das Haus mit Strebepfeilern mit gotischem Baubestand erhalten.